# Guy de Dampierre

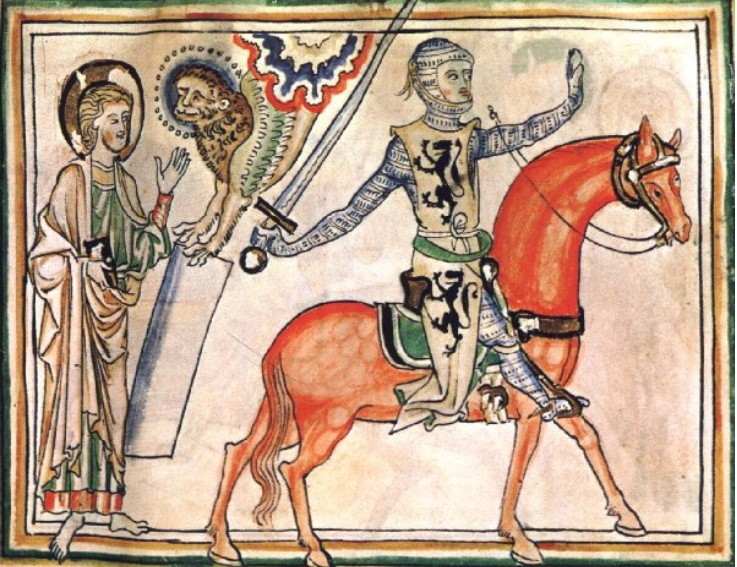
Guy de Dampierre călare pe un cal. Blazonul Flandrei este desenat pe haina sa.

Guy de Dampierre (n. circa 1226 – d. 7 martie 1305, Compiègne) a fost conte de Flandra de la 1251 până la moarte.
Guy a fost cel de al doilea fiu al lui Guillaume al II-lea de Dampierre cu contesa Margareta a II-a de Flandra. Moartea fratelui său, Guillaume în timpul unui turnir l-a adus pe Guy la conducerea comitatului de Flandra alături de mama sa. Margareta și Guy au luptat împotriva familiei d'Avesnes, conduse de Ioan I, conte de Hainaut în Războiul de succesiune pentru Flandra și Hainaut, fiind însă înfrânți în 1253 în bătălia de la Walcheren, ocazie cu care Guy a căzut prizonier. Ca urmare a medierii regelui Ludovic al IX-lea al Franței, el a fost răscumpărat în 1256. A urmat o perioadă de răgaz ca urmare a morții lui Ioan de Hainaut în 1257.
În 1270, Margareta a luat măsura cponfiscării proprietăților negustorilor englezi din Flandra, fapt care a condus la un devastator război comercial cu Anglia, care asigurase mari antități de lână pentru producătorii flamanzi. Chiar și după abdicarea mamei sale din 1278, Guy s-a aflat adeseori în dificultate în relația sa cu oamenii de rând flamanzi.
În 1288, diverse plângeri cu privire la taxe l-au pus pe regele Filip al IV-lea al Franței în situația de a-și spori controlul asupra Flandrei. Tensiunea dintre Guy și rege (seniorul său) avea să izbucnească atunci când, în 1294, Guy a pus bazele căsătoriei fiicei sale, Filipa cu Eduard, prințul moștenitor al Angliei. În cele din urmă, Filip l-a luat prizonier pe Guy și pe doi dintre fiii săi, forțându-l să renunțe la proiectata căsătorie, și a capturat-o și pe Filipa, care a rămas închisă la Paris până la moarte (1306). Guy a fost nevoit să compară în fața regelui Franței și în 1296, iar principalele orașe flamande au trecut sub protecția regală până când Guy ar fi avut posibilitartea să plătească o indemnizație și să predea teritoriilr autorității lui Filip al IV-lea.
După toate aceste evoluții nefavorabile, Guy a încercat să se răzbune pe Filip și a încheiat o alianță cu regele Eduard I al Angliei în 1297, măsură față de care regele Franței a luat atitudine prin declararea Flandrei ca fiind anexată domeniilor Coroanei. Sub comanda lui Robert al II-lea de Artois, trupele franceze i-au înfrânt pe flamanzi în bătălia de la Furnes, în timp ce expediția de sprijin a lui Eduard în Flandra nu a mai avut loc. Regele Angliei a încheiat pacea cu Filip în 1298, părăsind alianța cu Guy. Francezii au invadat din nou Flandra în 1299, capturându-l din nou pe Guy de Dampierre și pe fiul său, Robert în ianuarie 1300.
Cu toate acestea, burghezii flamanzi au constatat că dominația directă a francezilor se dovedea mult mai opresivă decât cea a propriului lor conte. După ce armata franceză a fost zdrobită în bătălia de la Courtrai ("bătălia pintenilor de aur") din 1302, Guy a fost eliberat temporar de către francezi, în încercarea de a negocia cu flamanzii răsculați. Supușii săi au refuzat însă orice compromis, drept pentru care o nouă ofensivă franceză a avut loc în 1304. După distrugerea flotei flamande în bătălia de la Zierikzee și încheierea nedecisă a confruntării de la Mons-en-Pévèle, Guy a revenit în închisoare, unde a încetat din viață.

## Familia
În iunie 1246, Guy a luat în căsătorie pe Matilda de Béthune (d. 8 noiembrie 1264), fiică a lui Robert al VII-lea de Bethune, cu care a avut următorii copii:
- Maria (d. 1297), căsătorită inițial cu Wilhelm de Jülich (d. 1278), fiul contelui Wilhelm al IV-lea de Jülich, iar apoi, din 1285 cu Simon al II-lea de Chateauvillain (d. 1305), senior de Bremur
- Robert (n. 1249– d. 1322), succesorul său
- Guillaume (n. după 1249 – d. 1311), senior de Dendermonde și Crèvecoeur, căsătorit în 1286 cu Alix de Beaumont, fiică a lui Raul of Clermont
- Ioan (n. 1250 – d. 4 octombrie 1290), episcop de Metz și episcop de Liège
- Balduin (n. 1252– d. 1296)
- Margareta (n. cca. 1253 – d. 3 iulie 1285), căsătorită în 1273 cu ducele Ioan I de Brabant
- Beatrice (n. c. 1260 – d. 5 aprilie 1291), căsătorită în cca. 1270 cu contele Floris al V-lea de Olanda
- Filip (n. cca. 1263 – d. noiembrie 1318), conte de Teano, căsătorit cu Mahaut de Courtenay, contesă de Chieti, apoi cu Philipotte de Milly

În martie 1265, Guy s-a recăsătorit cu Isabela de Luxemburg (d. septembrie 1298), fiică a lui Henric al V-lea de Luxemburg, cu care a avut următorii copii:
- Beatrice (d. 1307), căsătorită în cca. 1287 cu Ugo al II-lea de Châtillon, conte de Blois
- Margareta (d. 1331), căsătorită la 14 noiembrie 1282 la Roxburgh cu prințul Alexandru, fiul regelui Alexandru al III-lea al Scoției); ulterior, căsătorită la 3 iulie 1286 în Namur cu contele Reginald I de Geldern
- Isabela (d. 1323), căsătorită în 1307 cu Jean de Fiennes, senior de Tingry și castelan de Bourbourg
- Filipa (d. 1306, Paris)
- Ioan (n. 1267– d. 1330), devenit marchiz de Namur, căsătorit cu Margareta de Clermont, fiică a contelui Robert de Clermont, iar apoi cu Maria de Artois (1291–1365), fiică a lui Filip de Artois
- Guy (d. 1311), senior de Ronse, devenit la un moment dat conte de Zeelanda. Căsătorit cu Margareta de Lorena, fiică a ducelui Theobald al II-lea de Lorena
- Henric (d. 6 noiembrie 1337), conte de Lodi, căsătorit în ianuarie 1309 cu Margareta de Cleves
- Ioana (d. 1296), călugăriță la Flines